# Sète
Sète – miejscowość i gmina we Francji, w regionie Oksytania, w departamencie Hérault.
Do 1927 stosowano nazwę miejscowości w pisowni "Cette".
Według danych na rok 1990 gminę zamieszkiwało 41 510 osób, a gęstość zaludnienia wynosiła 1715 osób/km² (wśród 1545 gmin Langwedocji-Roussillon Sète plasuje się na 7. miejscu pod względem liczby ludności, natomiast pod względem powierzchni na miejscu 288.).
W miejscowości znajduje się stacja kolejowa Gare de Sète.

## Populacja

Populacja Sète w latach 1962-2008

## Galeria

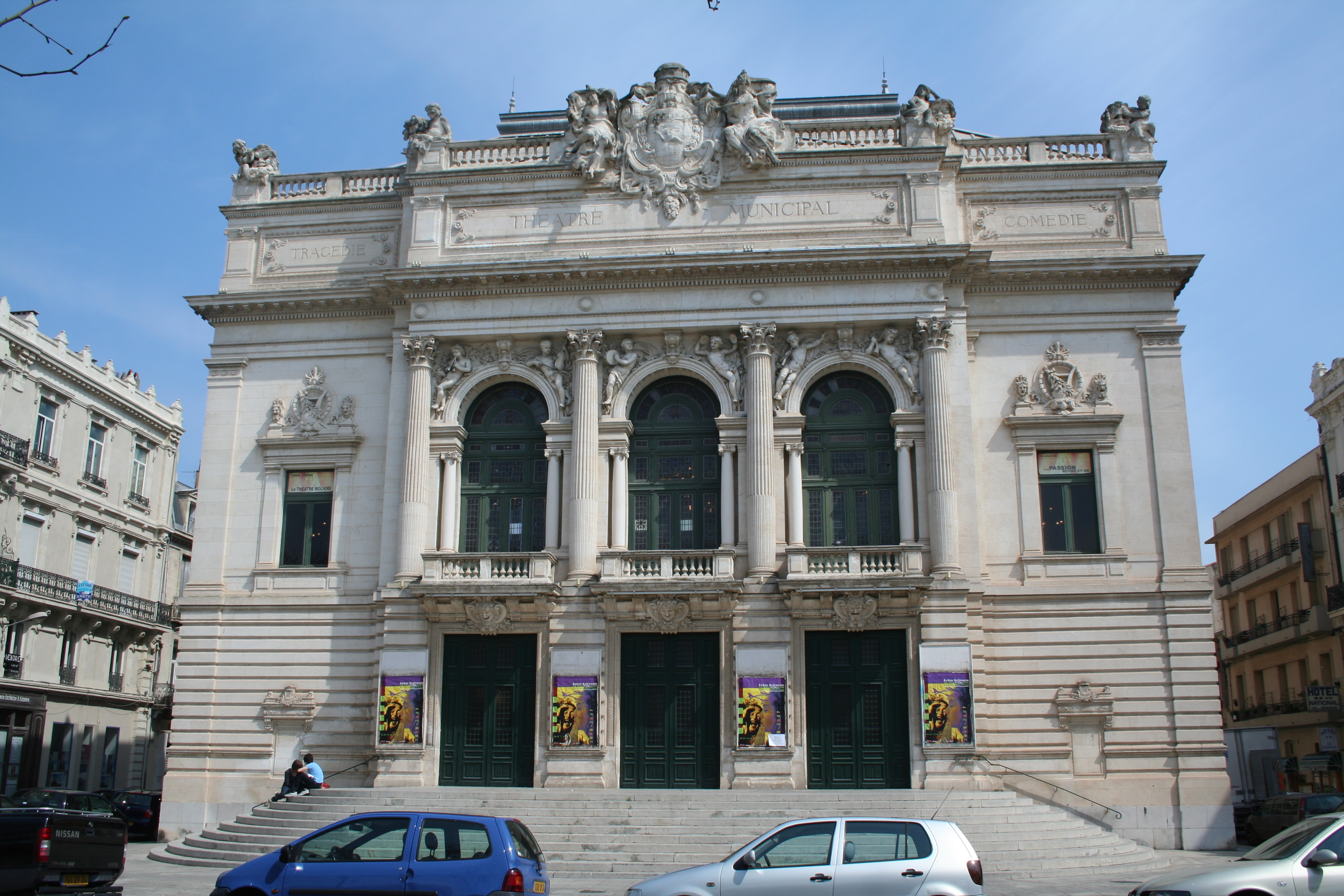
Teatr Narodowy im. Moliera w Sète, 2007
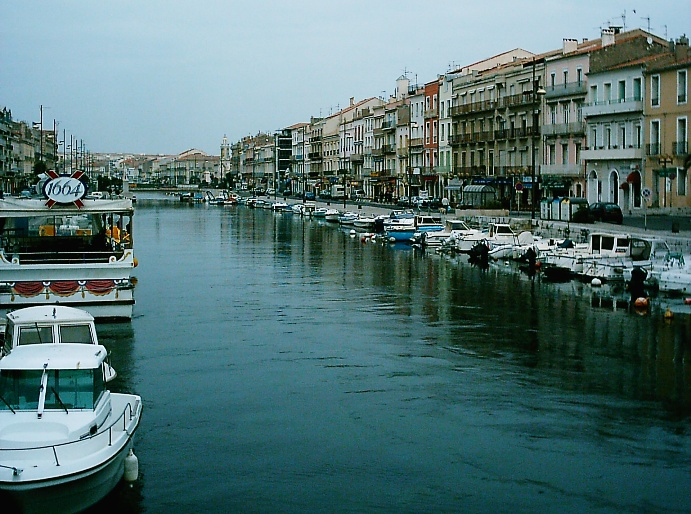
Kanał w Sète, 2005
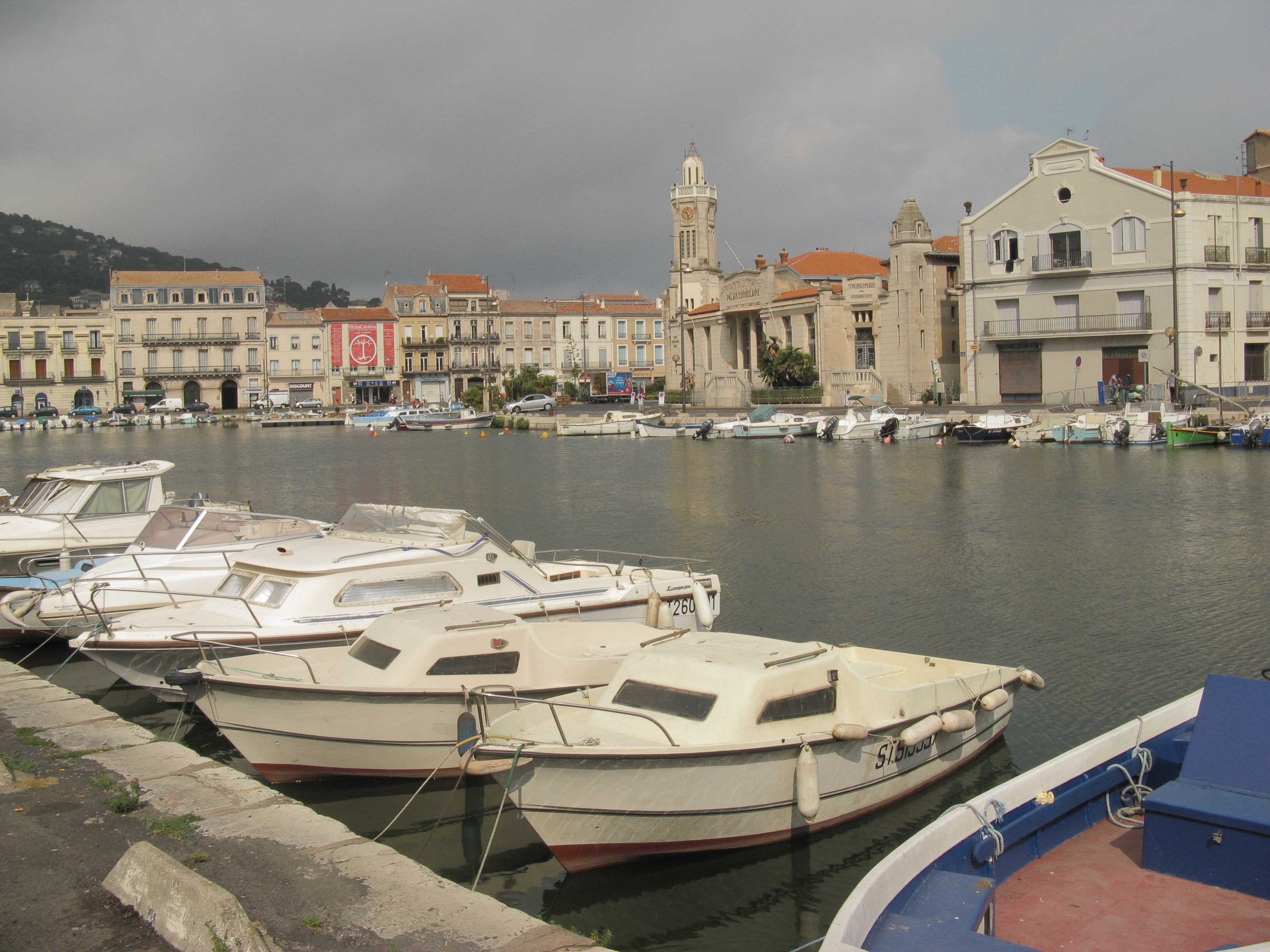
Kanał w Sète, 2010
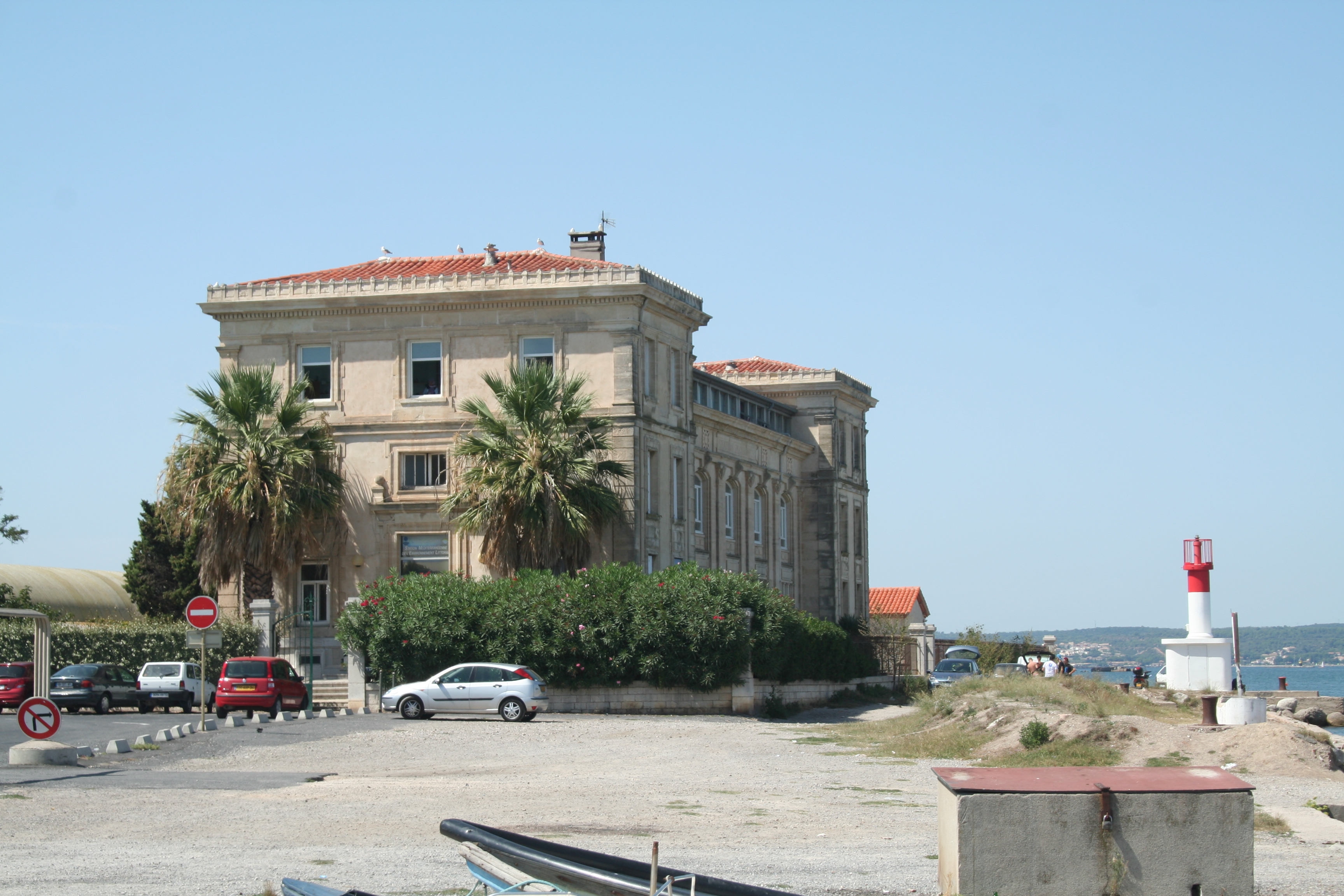
Morska Stacja Naukowa w Sète, 2011
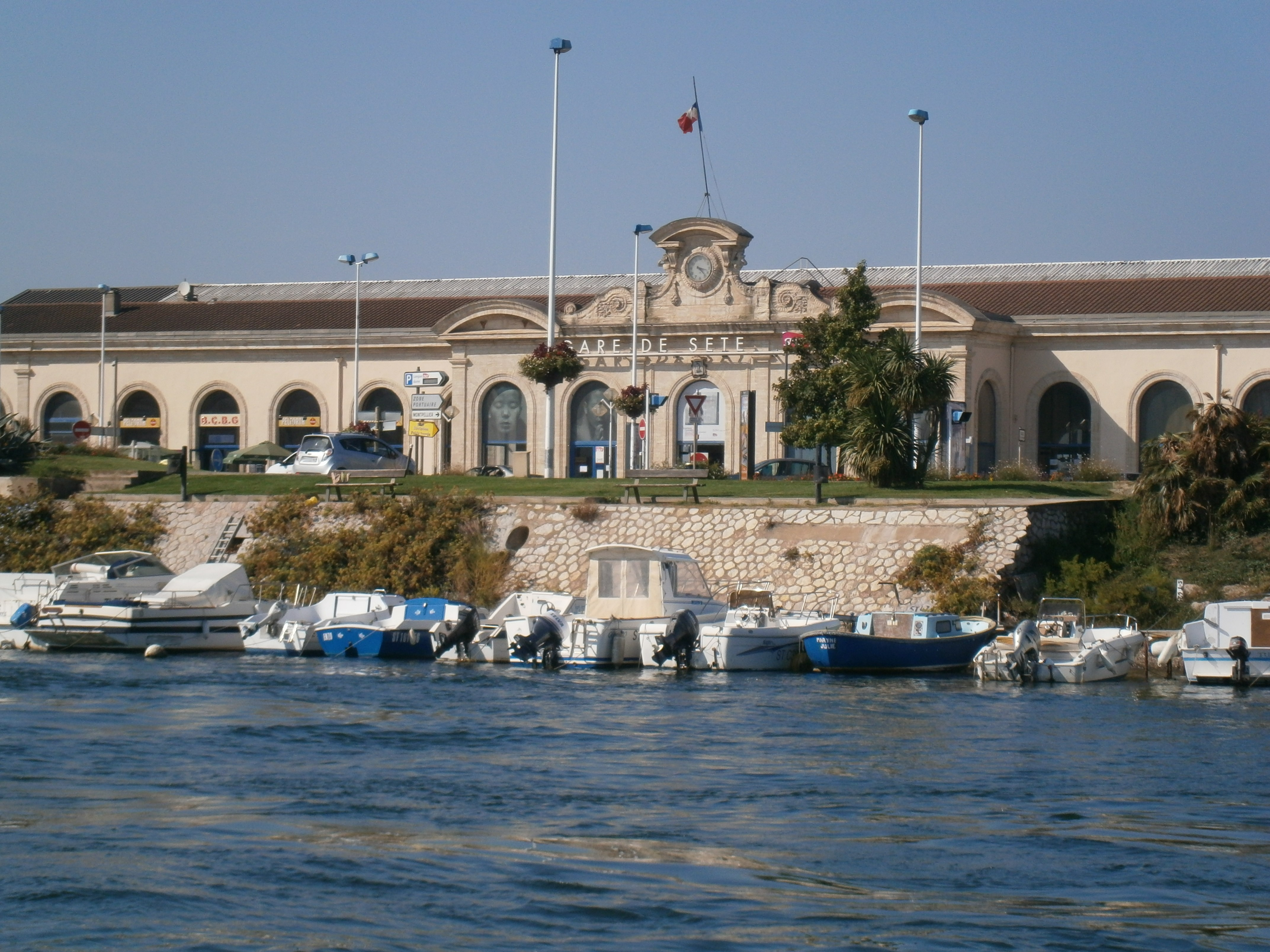
Dworzec kolejowy w Sète, 2011
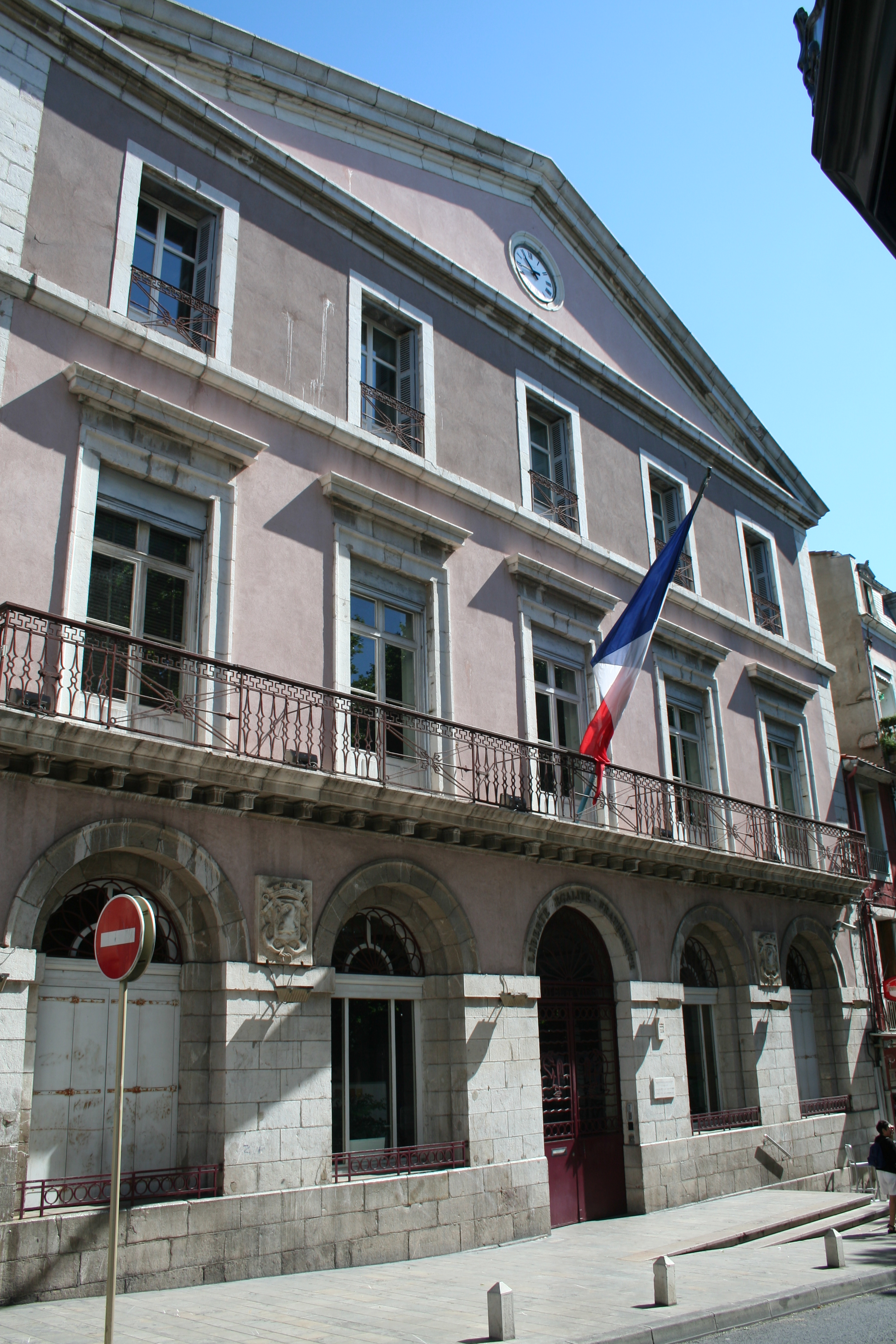
Ratusz w Sète, 2010
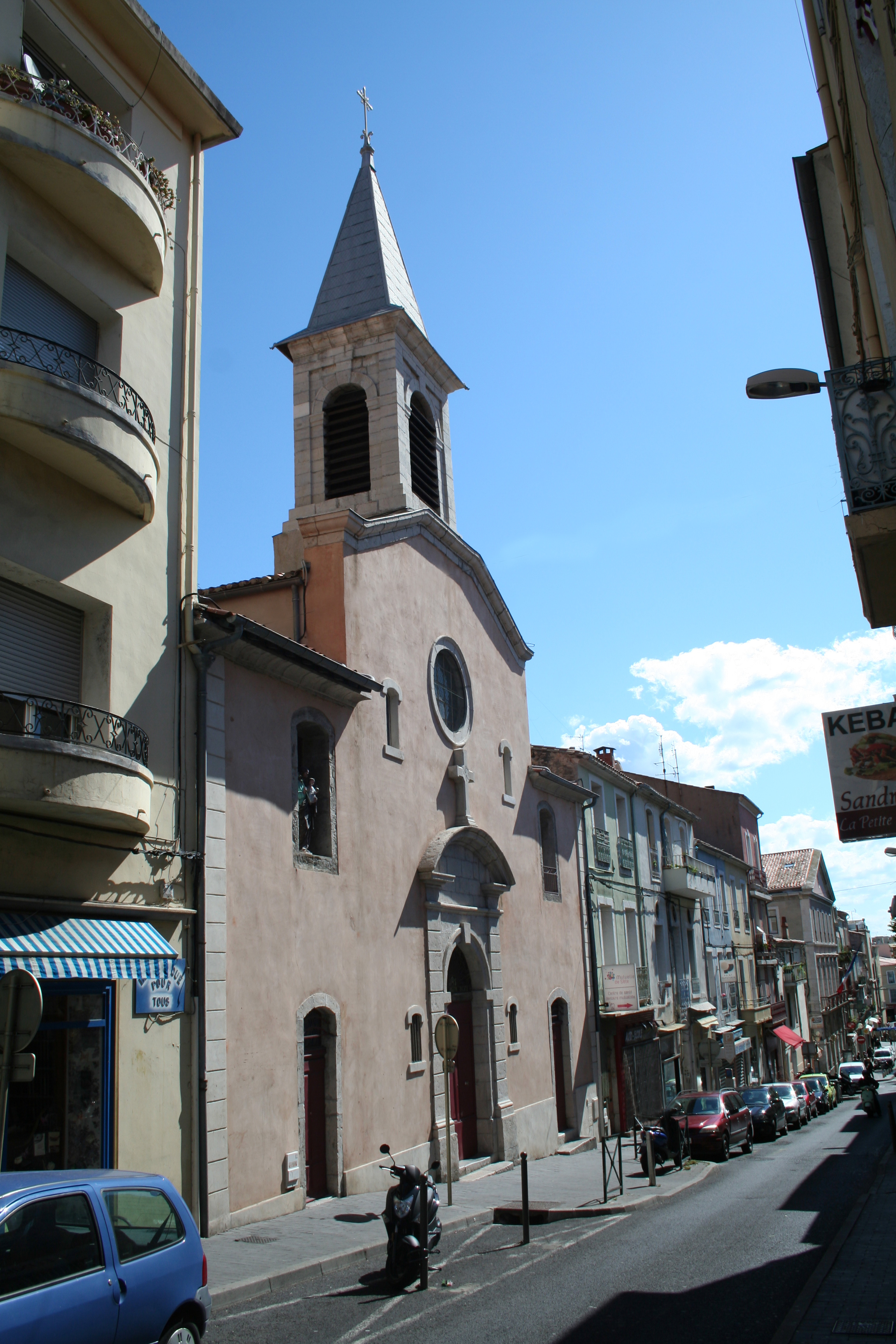
Kościół św. Józefa w Sète, 2010
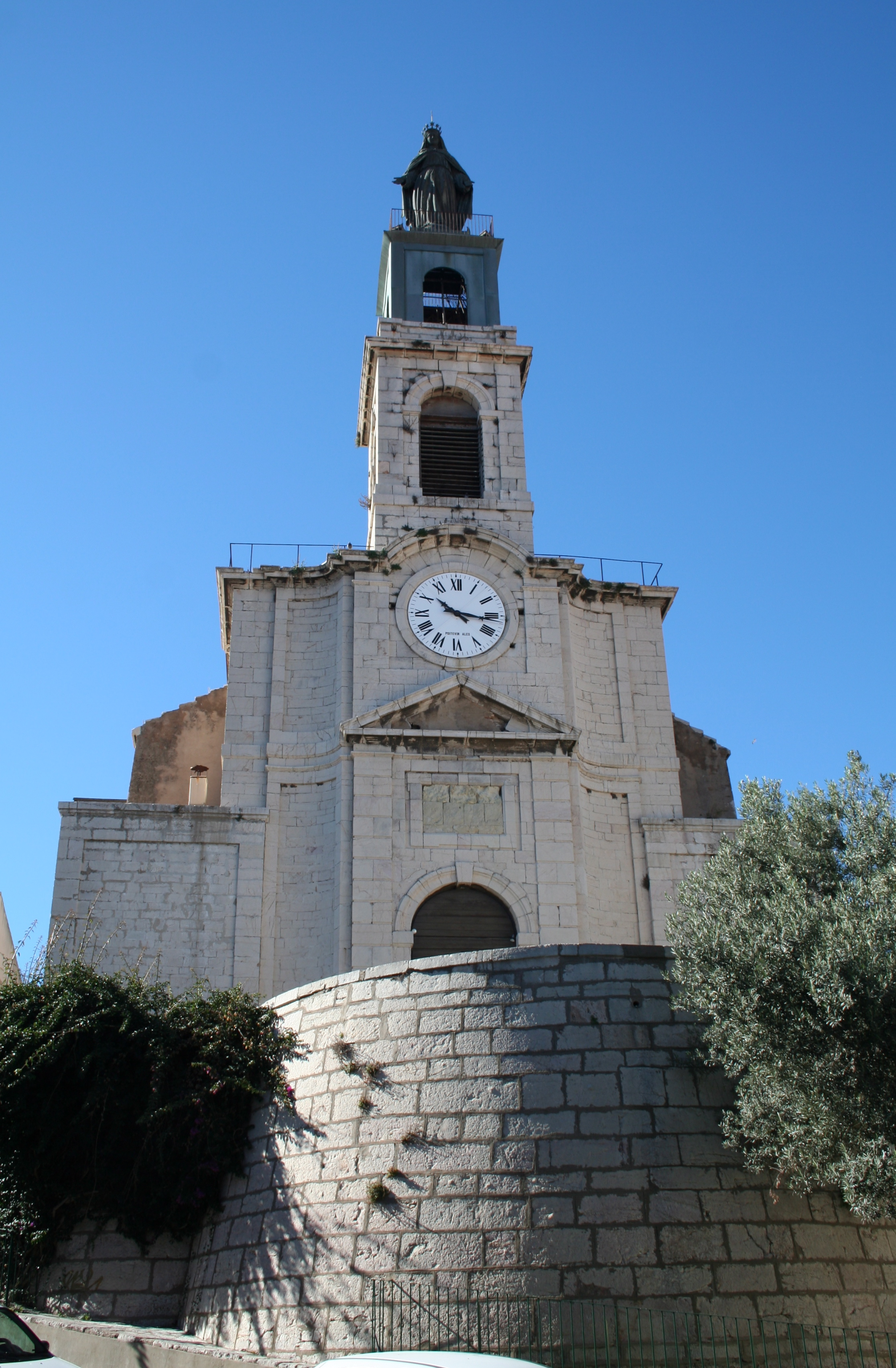
Kościół św. Ludwika w Sète, 2007